# Ladányi Béla
Ladányi Béla, Ladányi Béla Géza József (Kassa, 1873. október 20. – Budapest, Terézváros, 1925. április 8.) királyi törvényszéki tanácselnök.

## Élete
Kassán született, ahol apja Ladányi József postatiszt volt. Édesanyja Fürjén Erzsébet. A gimnáziumot a II. osztályig Kassán járta és azután Rimaszombatban végezte a többi osztályt; itt a Tompa önképzőkör elnöke volt. Jogi tanulmányait a Budapesti Tudományegyetemen és egy évig Kassán hallgatta. Ugyanitt lett joggyakornok és a Kazinczy-kör főjegyzője. 1899. október 27-én Budapesten, a Ferencvárosban feleségül vette Gedeon Mária Anna Borbálát, akitől 1914-ben elvált.
Már VII. gimnazista korában rendes munkatársa volt a Gömör-Kishontnak (1891. 7., 8., 9. sz. Gömörvármegye népköltészetéről); írt a Gömöri Hírlapba és a Kassai Szemlének 1892-ben rendes, majd főmunkatársa lett; tárcacikkei és egyéb aktuális és humorisztikus dolgozatai megjelentek még a Fővárosi Lapok, Budapesti Hírlap, Pesti Napló, Magyar Figaro, Magyar Nyelvőr (1890-91) című lapokban neve alatt vagy álnévvel; a Felsőmagyarország keletkezésében is részt vett és mint főmunkatárs két évig vezette a lapot, ahol Lorgnet álnév alatt írta három évig vasárnapi tárcáit (előbb a Kassai Szemlében); esztétikai cikkeit és színi kritikáit pedig Gukker név alatt közölte.

## Munkái
- A nemzeti jog és törvényhozás. Előismeretek a pozitiv jog és állambölcselethez és a törvényhozáshoz. Budapest, Athenaeum, 1895. (Ism. Felsőmagyarország 36. sz.)
- Magyar családjog. Különös tekintettel a törvényhozás alkotásaira, rendeletekre és a joggyakorlatra, Szigorlatozók, vizsgálatokra készülők és a nagy közönség használatára. Budapest, 1869
- A birtokos és gazdatiszt közötti jogviszonyok szabályozásáról szóló törvény magyarázata. Budapest: Grill, 1900